# 喬納森·傅
喬納森·亞歷山大·傅（英語：Jonathan Alexander Foo；1990年9月11日—）是一名圭亞那板球運動員，在圭亞那板球國家隊中是一名全能手，內旋球和曲線球投手，在2010年加勒比海T20首次為國上場。他在決賽中表現出色，在17球中取得42跑助國家隊擊敗巴巴多斯勝出。
傅生於圭亞那穆兰特港，父親是中國人，母親是印度人，看到叔叔打板球時才開始接觸此運動。傳在12歲時便被徵召上圭亞那U15參加比賽。此外他亦代表國家隊U17和U20比賽。
他被牙買加強者選中參加2016年加勒比海超級聯賽，在2017年球季中再次選中同一隊伍。此外他亦有參加香港快閃板球賽，效力球隊為紅磡JD美洲豹。
2019年，他入選圭亞那國家隊參加2019-20年區域超級50板球賽。